# Issa Manglind
Issa Manglind (* 1971) ist ein ehemaliger schwedischer Fußballspieler. Nach dem Ende seiner Profikarriere arbeitete der Stürmer zeitweise als Fußballfunktionär und Spielervermittler.

## Werdegang
Manglind begann mit dem Fußballspielen bei Landskrona BoIS. 1993 wechselte der Stürmer zu Trelleborgs FF in die Allsvenskan. Dort wusste er auf Anhieb zu überzeugen und machte in seinem ersten Erstligaspiel beim 3:1-Erfolg über IFK Göteborg mit einem Hattrick gegen Nationaltorhüter Thomas Ravelli auf sich aufmerksam und wurde im weiteren Saisonverlauf in der schwedischen U-21-Nationalmannschaft berücksichtigt. Mit 13 Saisontoren trug er neben Sturmpartner Mats Lilienberg, der mit 18 Toren Torschützenkönig der Liga wurde, zum vierten Tabellenplatz am Ende der Spielzeit 1993 und damit zur Qualifikation des Klubs für den UEFA-Pokal bei. In den folgenden Jahren konnte er – teilweise auch verletzungsbedingt – nicht an den Erfolg anknüpfen. Unregelmäßig im Einsatz ließ er die Treffsicherheit aus seiner Debütsaison vermissen und rutschte mit dem Klub in den hinteren Tabellenbereich ab. 
1997 kehrte Manglind nach 55 Allsvenskanspielen, in denen ihm 15 Tore gelungen waren, zu seinem Heimatverein Landskrona BoIS in die drittklassige Division 2 Södra Götaland zurück und stieg mit dem Klub am Ende der Spielzeit als Staffelsieger in die Division 1 Södra auf. Hinter dem gesetzten Sturmduo Greger Andrijevski und Mattias Eklund gehörte er nur zu den Ergänzungsspielern, da er aufgrund seiner Verletzungsanfälligkeit häufiger ausfiel. Nach mehreren schweren Verletzungen beendete er 1999 seine Profikarriere. 
Während Manglind in der Folge weiterhin für unterklassige Amateurmannschaften auflief, rückte er bei Landskrona BoIS zum Vorstandsmitglied auf. Mit dem 2001 neu verpflichteten Trainer Jan Jönsson gelang dem Klub während seiner Tätigkeit der Aufstieg in die Allsvenskan. Nachdem er hauptberuflich bei der Baufirma Percy Nilsson Bygg angestellte gewesen war, übernahm er im Herbst 2003 das Amt des Sportchefs beim Verein. Bereits im August des folgenden Jahres legte er das Amt beim Erstligisten nieder, um bei der neu gegründeten Spieleragentur International Sport Agency in Malmö mitzuwirken. Im Dezember 2006 kündigte Manglind, der parallel im schwedischen Pay-TV als Fußballexperte aufgetreten war, auch hier, um sich auf seine Familie konzentrieren zu können. 2009 beendete er beim Sechstligisten Kågeröds Boif seine aktive Laufbahn als Fußballspieler.